# Wolfgang Peters
Wolfgang Peters (8 gennaio 1929 – 22 settembre 2003) è stato un calciatore tedesco, di ruolo attaccante.